# Dyera
Dyera (Dyera) je rod rostlin z čeledi toješťovité. Zahrnuje 2 druhy mohutných stromů s přeslenitými jednoduchými listy a drobnými květy ve vrcholičnatých květenstvích. Stromy obsahují hojnou latexovou šťávu. Dyery jsou rozšířeny v jihovýchodní Asii. Druh Dyera costulata je vyhledávaným zdrojem dřeva a místy je i pěstován. Dřevo je obchodováno pod názvem jelutong. Mimoto je strom zdrojem latexové šťávy, z níž se vyrábí např. žvýkací guma.

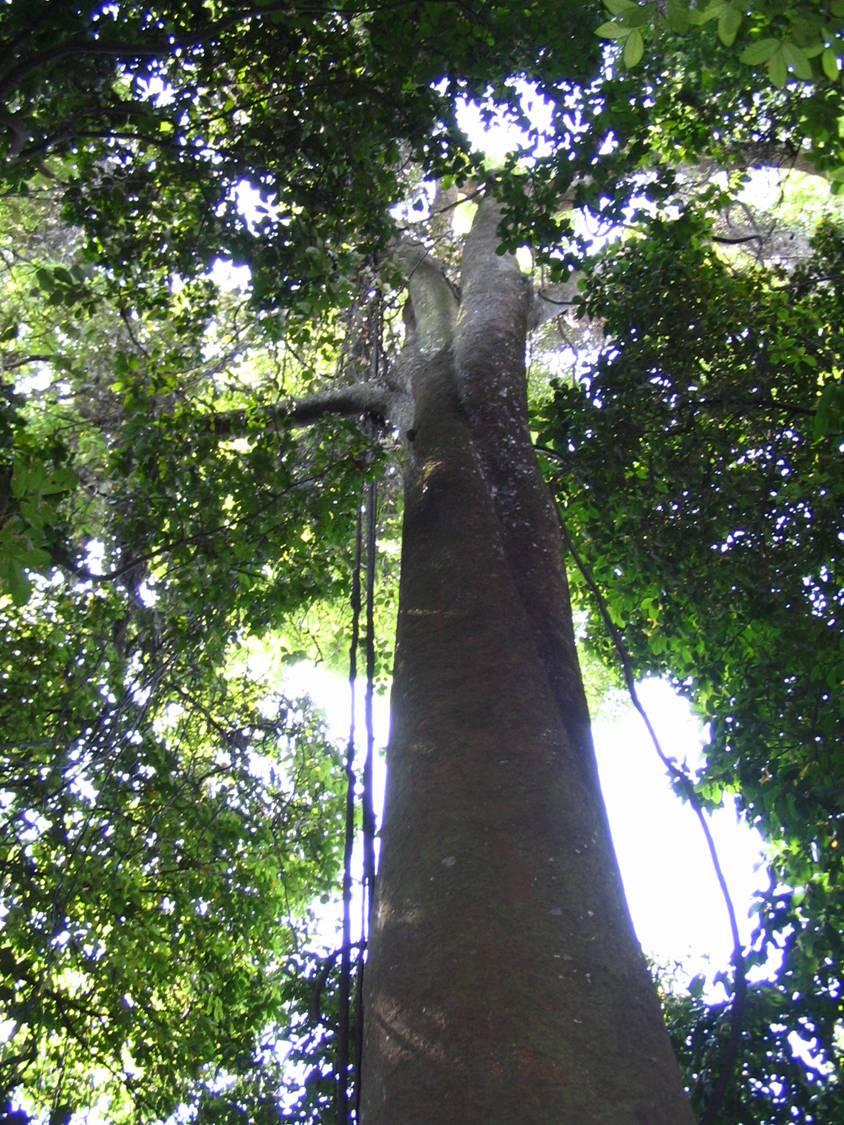
Kmen Dyera costulata

## Popis
Dyery jsou stromy bez kořenových náběhů, dorůstající výšky až 80 metrů a průměru kmene až 3 metry. Při poranění roní mléčnou latexovou šťávu. Listy jsou jednoduché, v přeslenech po 4 až 8, řapíkaté, s intrapetiolárními palisty. Čepel listů je lysá, se zpeřenou žilnatinou, na okraji často lehce vroubkované. Květenství jsou rozvolněné nebo ve vrcholové části stěsnané latovité nebo okolíkovité vrcholíky. Kalich je složený z 5 na bázi srostlých a často různě velkých kališních lístků. Koruna je talířovitá, s podlouhlými až kopinatými, téměř symetrickými laloky. Korunní laloky se v poupěti překrývají směrem doleva. Tyčinky mají štíhlé krátké nitky, jsou zanořené v korunní trubce a nejsou srostlé s bliznovou hlavou. Žláznatý terč je málo zřetelný a srostlý se semeníkem. Gyneceum je složené ze 2 samostatných ale těsně přilehlých semeníků, obsahujících mnoho vajíček. Čnělka a bliznová hlava jsou krátké. Plodem je souplodí 2 dřevnatých, masivních měchýřků. Semena jsou zploštělá a opatřená blanitým křídlem.

## Rozšíření
Rod dyera zahrnuje 2 druhy. Je rozšířen v tropické jihovýchodní Asii od Sumatry a pevninské Malajsie po Borneo. Dyera costulata je v rámci areálu poměrně rozšířený strom a vyskytuje se v nadmořských výškách do 1200 metrů, zatímco druh Dyera polyphylla se vyskytuje pouze v nížinných bažinatých rašelinných lesích v nadmořských výškách do 30 metrů.

## Taxonomie
Rod Alstonia je v rámci čeledi Apocynaceae řazen spolu s rodem Alstonia do podčeledi Rauvolfioideae a tribu Alstonieae.

## Význam
Rychle rostoucí strom Dyera costulata je v jihovýchodní Asii těžen pro dřevo, které je obchodováno pod názvem jelutong. Dřevo je bledě žluté, stejnoměrně probarvené, se stejnoměrnou texturou, poněkud podobné bukovému. Z vnitřní vrstvy kůry je získávána latexová šťáva, používaná mimo jiné k výrobě žvýkací gumy. Tento druh je největším zdrojem latexu v jihovýchodní Asii a místy je i pěstován.